# Rusty Nail
「Rusty Nail」（ラスティ・ネイル）は、日本のロックバンドX JAPANが、1994年7月10日にリリースした10作目のシングル。
バンド初のオリコンシングルチャート1位を獲得し、セールスとしては前作「Tears」に次ぐバンド2番目の売り上げとなった。同チャートの集計上非常に不利な日曜日（通例では水曜日）発売であるにも拘らず発売週のチャートで1位を獲得していることから、同デイリーチャートの集計から見れば実質1 - 2日で週間1位を獲得したことになる。さらに翌週のオリコンチャートにおいても1位を獲得し、バンド最多となる2週連続のオリコンチャート1位を記録した。
1994年に放送された、関西テレビ・フジテレビ系ドラマ『君が見えない』主題歌。楽曲の完成が遅れていたため、全8話のうち、本作発売直前の第5話まではデモ・テープの音源が使用された。2008年にはスズキ『スイフト』TV-CFソングとして使用された。

## 解説
英語の「rusty nail」とは「錆びた釘」の意味。楽曲「Rusty Nail」は1990年にリリースされた「WEEK END」の第2章として作られた。Bメロの途中に「WEEK END」のイントロ部分でPATAが弾くアルペジオがそのまま入っているほか、詞の内容も「WEEK END」から発想したものになっている。イントロから全編に渡りシンセサイザーのシーケンス・フレーズが展開されるなど、これまでの作風とは若干違った印象を受ける楽曲。シングル曲ではロックやメタルに当てはまらない系統の楽曲も発表されていたが、何れもバラード曲に限られていた。本作ではロック色を残しながらもYOSHIKIなりのJ-POP色を加えて構成されている。YOSHIKIは当初、「POP過ぎかもしれない」と心配していた。また、本曲の演奏時間5分28秒は長編曲を特徴とするXのシングルA面曲としては比較的短いものであった（これまでは「WEEK END」の5分45秒が最短）。後1996年に発売された「CRUCIFY MY LOVE」は4分32秒と更に短いが、本作以降に発表されたシングルA面曲と比較しても短い楽曲である。
Xの音源は基本的に右チャンネルがリードギター担当のHIDEで、左チャンネルがリズムギター担当のPATAだが、なぜかこの曲のギターソロはHIDEが弾いているにもかかわらず左チャンネルから流れている。
1994年以降ほぼ全てのライブで演奏されており、WORLD TOUR Live in TAIPEIまでは主にオープニング曲として演奏されていた。
1994年末の第45回NHK紅白歌合戦でX JAPANとして演奏し、2023年末の第74回NHK紅白歌合戦でYOSHIKIと11人のアーティストのコラボレーションで演奏した。
2023年中に他界したX JAPANベーシストHEATHが公の場で最後に披露した曲となった。

## ミュージック・ビデオ
シングルCD発売から約5年後の1999年に、アニメーションによるミュージック・ビデオがベスト・アルバム『PERFECT BEST』の初回購入特典としてVHSテープで付属した。音声は楽曲のみで、セリフや効果音などはない。内容はメンバー5人をモチーフにしたキャラクターがヒーローとして侵略者と闘う設定で、HIDEは侵略者に操られた手先として登場している。この映像はX JAPANのメンバーと楽曲を使用したSFアニメ映画を製作するという計画があり、そのパイロット版として作られたフィルムから「Rusty Nail」のために再編集されたものであることが発売当時新聞紙面上に記されていた。しかしながら映画の製作は「洗脳・ハルマゲドン」をテーマにしていたのが当時の社会性に合わずに中止になり、長らくパイロット版の映像もお蔵入りとなっていた。なお、このアニメ版ミュージック・ビデオは、2014年9月16日にYOSHIKIのYouTube公式チャンネルでも公開されている。
2010年の1月6日と9日夜に、バンドの海外進出に伴いロサンゼルスで改めて実写版のミュージック・ビデオの製作が行われ、監督はアーロン・プラットが務めた。6日の撮影はロサンゼルス・センター・スタジオで行われ、9日の撮影はハリウッドにあるコダック・シアター屋上に設置した特設ステージでライヴ・パフォーマンスのシーンを公開撮影した。公開撮影には公式サイトの告知などを見たファン約8000人が集まった。
アニメーションMVの流れ
YOSHIKIのYouTubeチャンネルで公開されている5分28秒のアニメMVは次のように展開する。
地上は目玉の怪物にひどく破壊されていた。怪物は大型の本体と小型の連隊がコンビネーションで攻撃を仕掛け、小型の目玉が逃げ遅れた少女に迫る。人間たちは小型の目玉を破壊して抵抗し、ToshlとPATAのチームが少女を守った。
一難去ったが間もなく目玉の本体はHIDEを操りToshlたちのところへ差し向ける。ToshlはHIDEを取り戻そうとするが怪物により強化されたHIDEに全く歯が立たず、吹き飛ばされた上に肩を射抜かれた。
怪物たちが姿を消した間、少女は教会で祈りを捧げ、HEATHのもとでToshlは傷を回復し、PATAは作戦会議を開いた。HIDEが祈る少女の前に現れ、ここでMVは教会に設置されている像の手に打ち込まれた釘をクローズアップする。少女がさらわれるところへToshl、PATA、HEATHが救出に駆け付けるもHIDEの攻撃に3人とも倒れる。
地球を囲んでいた光が教会に降り注ぎ、生体が与えられた釘付けの像は翼をまとうYOSHIKIとなった。YOSHIKIはHIDEの攻撃を跳ね返し、YOSHIKIに一輪のバラを投げられたHIDEは正気に戻った。チーム内にはYOSHIKIの力で怪物を倒せるという希望が湧いてきた。YOSHIKIは目玉の本体めがけてエネルギー光線を放出し、触手の一部を破壊したが、エネルギーを消費したYOSHIKIは膝を着いてしまう。YOSHIKIはチームに目で合図を送り、チームはYOSHIKIに微笑み、Toshlは親指を立てYOSHIKIにグッドサインを送った。
ジャンプした捨て身のYOSHIKIは翼を広げて光となり、本体の目玉に飛び込んだ。バラに包まれた怪物は崩壊し始めた。少女が解放され、Toshlが少女を受け止めると怪物崩壊後の空間にX JAPANのロゴが現れる。光はどこまでも飛び回り、見えなくなる。
光が飛び去った後に残された羽根が映像の最後を飾る。
アニメーション・スタッフ
- 演出・絵コンテ - 嵯峨敏
- キャラクター原案 - 青木哲郎
- キャラクターデザイン・作画監督 - 垪和等
- プロップデザイン - 村上元一
- 制作 - ムークアニメーション

## 収録曲
| 全編曲: X JAPAN。 |                                   |           |           |       |
| #                 | タイトル                          | 作詞      | 作曲      | 時間  |
| 1.                | 「Rusty Nail」                    | YOSHIKI   | YOSHIKI   | 5:28  |
| 2.                | 「Rusty Nail (Original Karaoke)」 | -         | YOSHIKI   | 5:28  |
| 合計時間:         | 合計時間:                         | 合計時間: | 合計時間: | 10:56 |

## パーソネル
| - 共同プロデューサー：         | X JAPAN                                              |
| - オーケストラ・アレンジ：     | 斎藤ネコ                                             |
| - ミキシング・エンジニア：     | マイク・ギンク                                       |
| - レコーディング・エンジニア： | リッチ・ブリーン、マイク・ギンク、田中信一、松本元成 |
| - アシスタント・エンジニア：   | マイク・ストック、タール・ミラー、高橋尚也           |
| - マスタリング・エンジニア：   | クリス・ベルマン                                     |

## カバー
- ドラゴンランド（2004年、アルバム『スターフォール』の日本盤ボーナス・トラックとして収録、原曲同様に日本語による歌唱[10]）
- 犬神サーカス団（2012年、コンピレーション・アルバム『CRUSH!3 -90's V-Rock best hit cover LOVE songs-』に収録）
- Rides In ReVellion（2017年、シングル『リインカーネーション～F.A.T.E./Rusty Nail～』に収録）
- ヴィジョン・ディヴァイン（2019年、2枚組アルバム『ホウェン・オール・ザ・ヒーローズ・アー・デッド』の日本盤1枚目ボーナス・トラックとして収録、原曲同様に日本語による歌唱）
- 相川七瀬（2023年、カバーアルバム『ROCK MONSTER』に収録[11]。）

## 収録アルバム
#1
- 『DAHLIA』（スタジオアルバム、#4）
- 『Singles 〜Atlantic Years〜』（ベストアルバム、#3）
- 『PERFECT BEST』（ベストアルバム、Disc1－#4）
- 『X JAPAN BEST 〜FAN'S SELECTION〜』（ベストアルバム、リマスター版、Disc1－#4）
- 『THE WORLD 〜X JAPAN 初の全世界ベスト〜』（ベストアルバム、Disc1－#2）

Original karaoke ver.は本シングルのみの収録。